# Відлітай один
«Відлітай один» (гінді मसान, латиніз. Masaan) — індійський драматичний фільм, знятий дебютантом Ніраджом Гхайваном. Світова прем'єра стрічки відбулась 19 травня 2015 року в секції «Особливий погляд» Каннського кінофестивалю, де вона отримала дві нагороди. Фільм розповідає історію приреченою любові Діпака і Деві в священному місті Варанас.

## У ролях
- Річа Чадда — Деві Патак
- Вікі Каушал — Діпак Чаудхарі

## Визнання
| Нагороди та номінації фільму «Відлітай один» | Нагороди та номінації фільму «Відлітай один» | Нагороди та номінації фільму «Відлітай один» | Нагороди та номінації фільму «Відлітай один» | Нагороди та номінації фільму «Відлітай один» | Нагороди та номінації фільму «Відлітай один» |
| Рік                                          | Кінопремія / Кінофестиваль                   | Категорія / Нагорода                         | Номінант                                     | Результат                                    |                                              |
| -------------------------------------------- | -------------------------------------------- | -------------------------------------------- | -------------------------------------------- | -------------------------------------------- | -------------------------------------------- |
| 2015                                         | Каннський кінофестиваль                      | Приз ФІПРЕССІ                                | «Відлітай один»                              | Перемога                                     |                                              |
| 2015                                         | Каннський кінофестиваль                      | Приз Avenir                                  | «Відлітай один»                              | Перемога                                     |                                              |
| 2015                                         | Каннський кінофестиваль                      | Приз «Особливого погляду»                    | «Відлітай один»                              | Номінація                                    |                                              |
| 2015                                         | Каннський кінофестиваль                      | «Золота камера» за найкращий дебютний фільм  | «Відлітай один»                              | Номінація                                    |                                              |
| 2015                                         | Антальський міжнародний кінофестиваль        | «Золота помаранча» за найкращий фільм        | «Відлітай один»                              | Номінація                                    |                                              |